# Streblote panda panda
Streblote panda panda é uma subespécie de insetos lepidópteros, mais especificamente de traças, pertencente à família Lasiocampidae.
A autoridade científica da subespécie é Hübner, tendo sido descrita no ano de 1820.
Trata-se de uma subespécie presente no território português.